# Francisco Rodríguez Zapata
Francisco Rodríguez Zapata (Alanís, 1813-Sevilla, 1889) fue un poeta y sacerdote español.

## Biografía
Nacido en la localidad sevillana de Alanís el 4 de octubre de 1813, fue discípulo del escritor y matemático Alberto Lista. Estudió humanidades y algunos idiomas, siguió la carrera eclesiástica y se ordenó de sacerdote, tomando el grado de doctor. Dedicado a la enseñanza, fue además prebendado de la colegial de Olivares y miembro de varias academias, entre ellas la Real Academia Sevillana de Buenas Letras, que le incluyó entre sus individuos de mérito. Poesías suyas fueron publicadas desde 1838 en publicaciones periódicas como la Revista de Madrid, La Floresta Andaluza, la Revista de Ciencias, El Laberinto y El Trono y la Nobleza, entre otras. Falleció el 14 de agosto de 1889 en Sevilla.